# William Napier (csillagász)
William M. Napier (Perth, Skócia, 1940. június 29. –) öt sci-fi regény és számos tudományos könyv szerzője.

## Életút
BSc-fokozatát 1963-ban, majd doktori fokozatát (PhD) 1966-ban szerezte meg, mindkettőt a Glasgow-i Egyetemen. 
Hivatásos csillagászként az Edinburgh-i Királyi Obszervatóriumban, az Oxfordi Egyetemen és az Armagh Obszervatóriumban dolgozott. Jelenleg az asztrobiológia tiszteletbeli professzora a Cardiffi Egyetem Asztrobiológiai Központjában, amely "az üstökösök dinamikájának és fizikájának vezető alakjaként, valamint a katasztrofizmus modern változatainak úttörőjeként" méltatta. Emellett a Buckinghami Egyetem Buckingham Asztrobiológiai Központjának tiszteletbeli professzora. Az egyetem méltatása szerint "az aszteroidák és üstökösök becsapódásai által okozott katasztrófák kockázatát vizsgáló modern tanulmányok úttörője, aki vizsgálta az anomális, QSO(kvazár)-galaxis párok hosszú távú következményeit." Kutatómunkája homlokterében az üstökösök és a kozmológia vannak. Victor Clube-bal és másokkal együttműködve az óriás-üstökösök földtörténeti szerepét vizsgálták, ennek eredményeként alkották meg a "koherens katasztrófizmus" elméletét.
Napier szerint 13 000 évvel ezelőtt a Földet egy jelentős, gyors lehűlés érintette, amely nagyszámú faj kihalását és a paleoindián kultúrák jelentős felbomlását okozta. Korábban úgy gondolták, hogy ezt egy hatalmas aszteroidának a bolygónkba csapódása okozta, azonban Napier bizonyítékokkal igazolta, hogy ezt a lehűlés azért következett be, mert a Föld  áthaladt, ütközött "egy hatalmas, széteső üstökösből származó sűrű anyagfelhővel".   

### Sci-fi regények
- Nemesis (1998), science-fiction thriller
- Revelation (2000)
- The Lure (2002)
- Shattered Icon (Splintered Icon az Amerikai Egyesült Államokban) (2003)
- The Furies (2009, St. Martin's Press)

### Ismeretterjesztő könyvek
- The Cosmic Serpent (1982), társszerző Victor Clube
- The Cosmic Winter (1990), társszerző Victor Clube[9]
- The Origin of Comets (1990), társszerzők M. E. Bailey és Victor Clube

## Fordítás
- Ez a szócikk részben vagy egészben  a   William Napier (astronomer) című angol Wikipédia-szócikk ezen változatának fordításán alapul.  Az eredeti cikk szerkesztőit annak laptörténete sorolja fel. Ez a jelzés csupán a megfogalmazás eredetét és a szerzői jogokat jelzi, nem szolgál a cikkben szereplő információk forrásmegjelöléseként.